# Gare de Plouaret-Trégor
La gare de Plouaret-Trégor est une gare ferroviaire française de la ligne de Paris-Montparnasse à Brest, située sur le territoire de la commune de Plouaret dans le département des Côtes-d'Armor en région Bretagne.
Elle est mise en service en 1865 par la compagnie des chemins de fer de l'Ouest.
C'est une gare de la Société nationale des chemins de fer français (SNCF), desservie par des TGV et des trains TER Bretagne.

## Situation ferroviaire
Établie à 123 mètres d'altitude, la gare de bifurcation de Plouaret-Trégor est située au point kilométrique (PK) 530,923 de la ligne de Paris-Montparnasse à Brest, entre les gares ouvertes de Belle-Isle - Bégard et de Plounérin. En direction de Belle-Isle - Bégard, s'intercale la gare fermée de Trégrom.
Elle est également la gare d'origine de la ligne de Plouaret à Lannion, comprenant une seule gare intermédiaire, Kerauzern, fermée en 1993.

## Histoire
La station de Plouaret est mise en service le 26 avril 1865 par la Compagnie des chemins de fer de l'Ouest, lorsqu'elle ouvre à l'exploitation la section de Guingamp à Brest de sa ligne de Rennes à Brest. Cette treizième station depuis Rennes est établie sur la commune de Plouaret, entre le hameau du Vieux-Marché et le bourg centre de ce chef-lieu de canton qui compte 5 500 habitants. Des omnibus permettent la desserte de Lannion, ville qui compte 6 600 habitants.
Le 13 novembre 1881, elle devient gare d'embranchement avec l'ouverture de la ligne de Plouaret à Lannion.
À la fin du XXe siècle, lors de la mise en service du TGV Atlantique entre Paris et Brest, Plouaret et Lannion sont peu desservies. Des manifestations, avec des élus des villes concernées en tête de cortège, accompagnées du blocage symbolique du TGV en gare, ont permis d'obtenir une meilleure desserte de ces villes. L'obstacle à une desserte de Lannion par le TGV résidait cependant dans le fait que la ligne de Plouaret à Lannion n'était pas électrifiée. Ce problème est résolu en 2000 avec l'électrification de la ligne et aujourd'hui des TGV assurent une liaison sans rupture de charge entre Paris-Montparnasse et Lannion, principalement en période de vacances.

## Fréquentation
De 2015 à 2022, selon les estimations de la SNCF, la fréquentation annuelle de la gare s'élève aux nombres indiqués dans le tableau ci-dessous.
| Année                      | 2015    | 2016    | 2017    | 2018    | 2019    | 2020   | 2021    | 2022    | 2023    |
| -------------------------- | ------- | ------- | ------- | ------- | ------- | ------ | ------- | ------- | ------- |
| Voyageurs                  | 134 336 | 125 498 | 126 466 | 108 058 | 120 570 | 76 436 | 117 207 | 159 840 | 203 798 |
| Voyageurs et non voyageurs | 150 939 | 141 009 | 142 096 | 121 413 | 135 472 | 85 883 | 131 693 | 179 596 | 228 987 |

## Service des voyageurs

### Accueil
La gare dispose d'un bâtiment voyageurs, avec guichets, ouvert tous les jours. Elle est équipée d'un automate pour l'achat de titres de transport régionaux (TER) ; des toilettes sont installées sur le quai de la voie 2.
Le changement de quai se fait par une passerelle depuis le début de l'année 2017.

### Desserte
Plouaret-Trégor est desservie par des TGV inOui, qui effectuent des missions entre les gares de Paris-Montparnasse et Brest.
C'est aussi une gare régionale desservie par des trains TER Bretagne, qui circulent sur les relations de Rennes à Brest, de Lannion à Guingamp ou Saint-Brieuc et de Plouaret à Brest.

### Intermodalité
Des parkings et des parcs à vélos sont aménagés à ses abords.

Installations
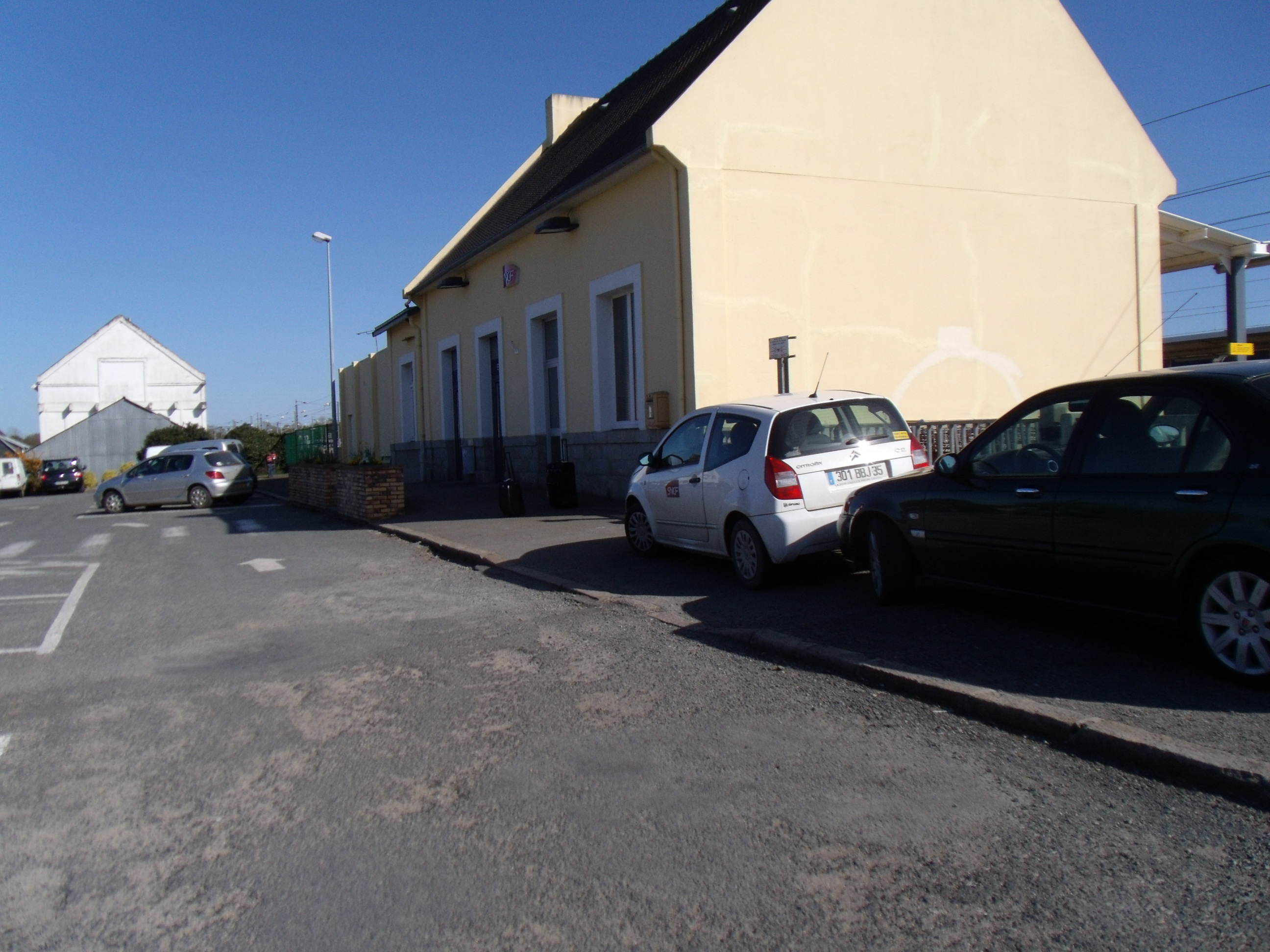
Parvis de la gare.
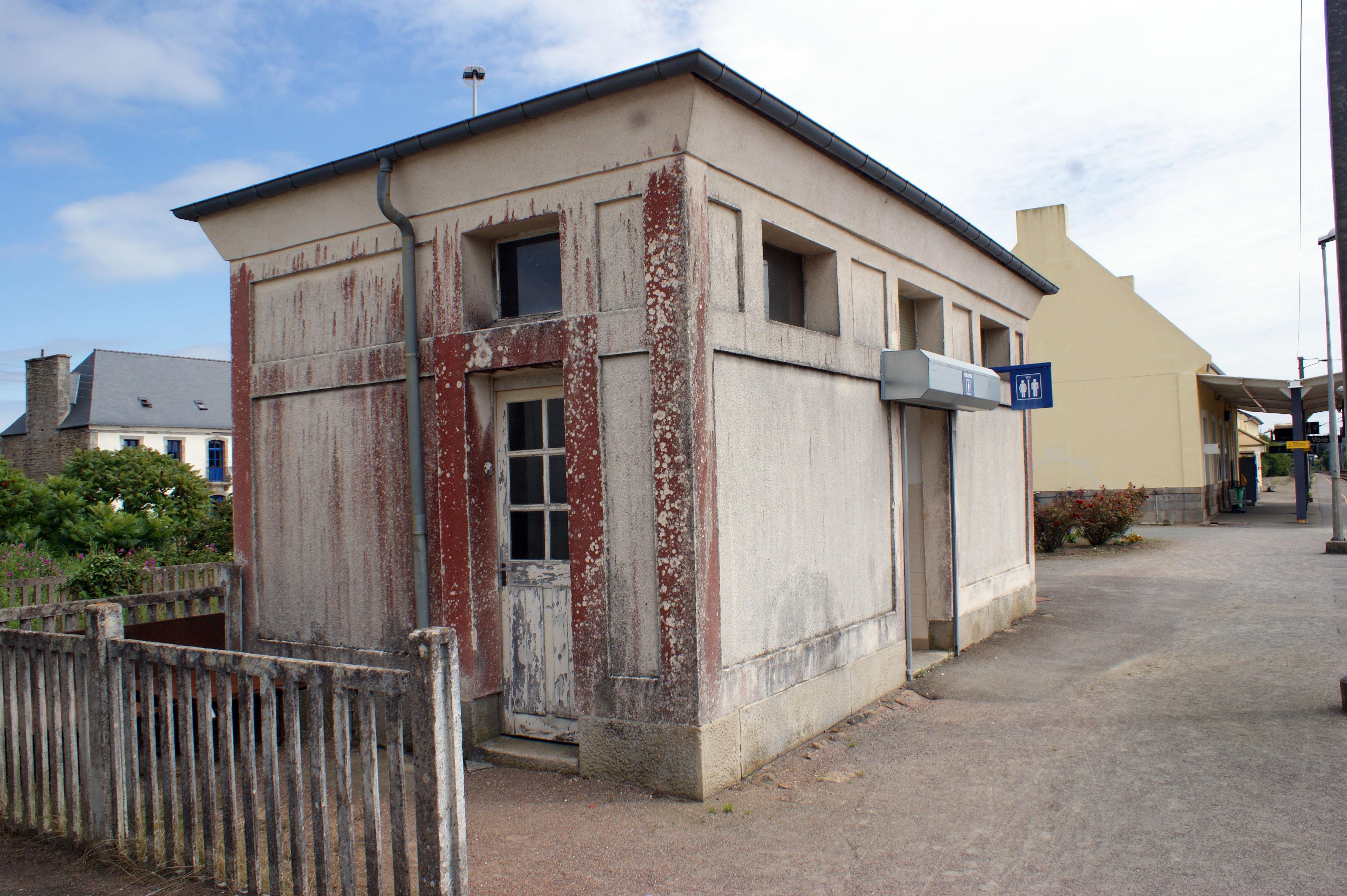
Toilettes sur le quai de la voie 2.
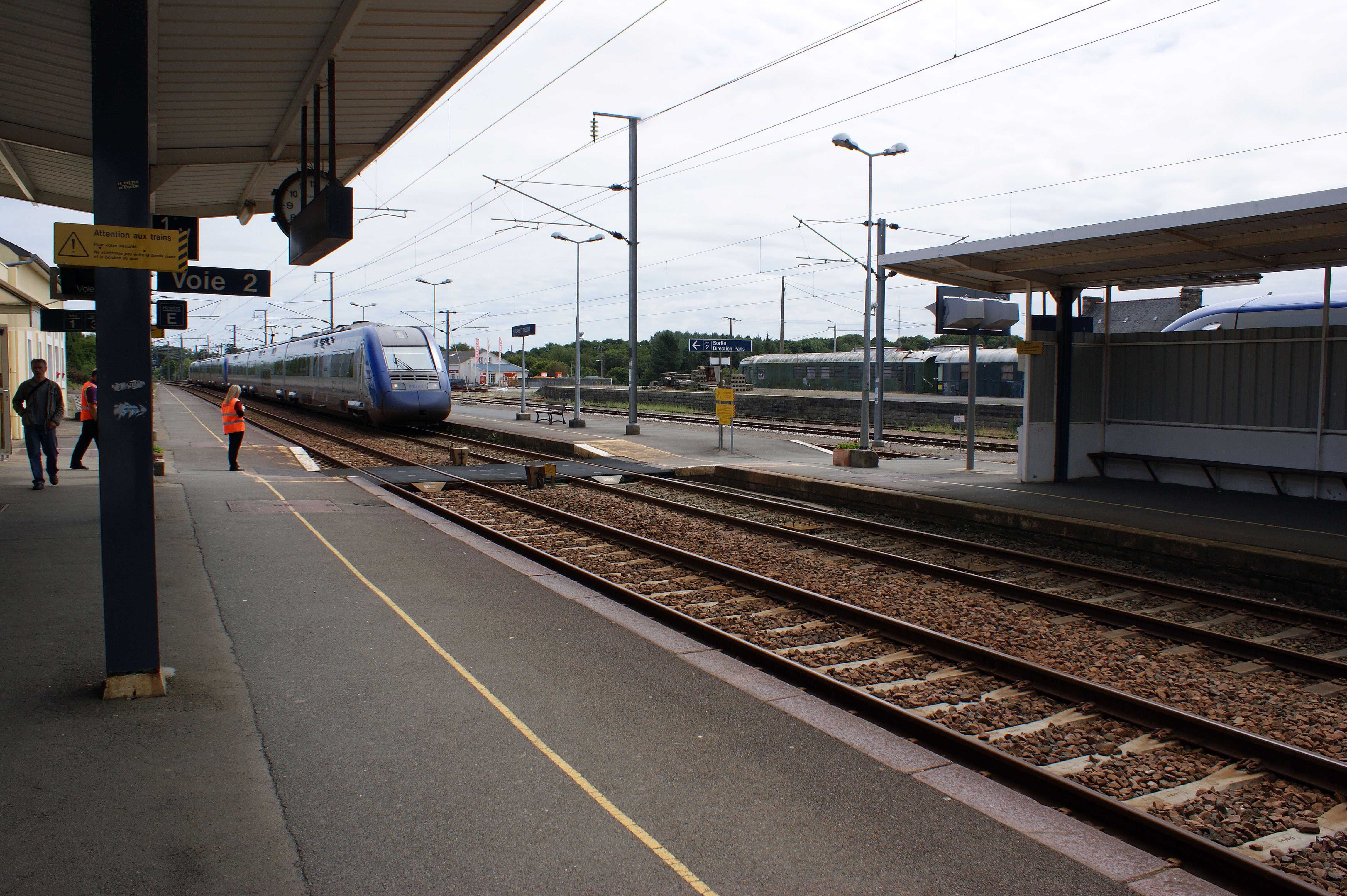
Voies et quais, avec une Z 21500.

## Essais de matériels roulants
Le tronçon de ligne entre Plouaret-Trégor et Plounérin sert régulièrement à des essais ferroviaires. Ainsi, les matériels roulants concernés (ICE, AVE, Eurostar e320, TGV M, etc.) viennent en stationnement sur les voies de service de la gare,.